# 드리프터 (2016년 영화)
《드리프터》(영어: Drifter)는 미국에서 제작된 크리스 본호프먼 감독의 2016년 종말물 스릴러 영화이다. 아리아 에머리 등 출연하였다.

## 줄거리
살해 당한 아버지를 위한 복수심으로 가득 찬 형제 마일스와 도미닉은 어느 사막 마을에 당도한다. 한 주민이 갑자기 칼로 차 타이어를 찢는 바람에 갈 곳이 없어진 형제를 다른 주민 비자가 몰래 숨겨주지만 비자의 경고를 무시하고 홀로 밖으로 나간 도미닉은 마을 대장 도일에게 살해 당한다. 이들 갱단은 도미닉을 요리해 만찬을 벌이는데...

## 출연
- 아리아 에머리 - 마일스 역
- 드루 하우드 - 도미닉 역
- 모니크 로자리오 - 비자 역
- 앤서니 피코 - 레이토스 역
- 리베카 프레이저 - 사샤, 레이토스의 여자친구 역
- 제임스 매케이브 - 도일 역